# Список заслуженных тренеров России по кёрлингу

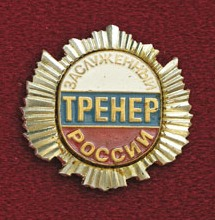
Знак «ЗТ России», вручавшийся до 2007 года

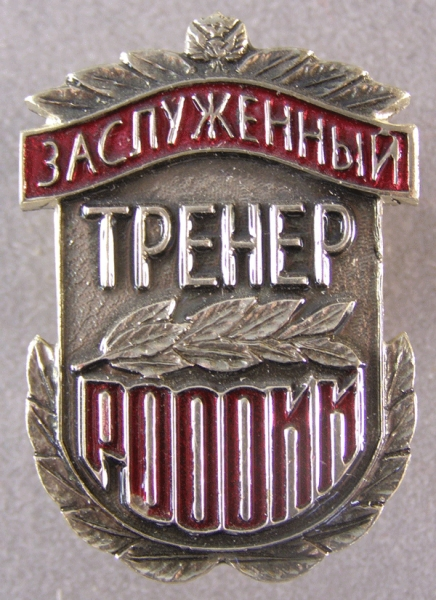
Знак «ЗТ России», вручавшийся с 2007 года

Ниже приводится список Заслуженных тренеров России по кёрлингу. Указаны присвоения звания с 2013 года, когда в наградном приказе стал указываться вид спорта «кёрлинг» (так что возможно, что список неполный).

## 2013
| ФИО                        | Дата, номер приказа Министерства спорта РФ | Субъект РФ |
| -------------------------- | ------------------------------------------ | ---------- |
| Калалб, Светлана Яковлевна | от 08.10.2013 г. № 133-нг                  | Москва     |

## 2016
| ФИО                           | Дата, номер приказа Министерства спорта РФ | Субъект РФ      |
| ----------------------------- | ------------------------------------------ | --------------- |
| Шулико, Юрий Владимирович     | от 28.06.2016 г. № 78-нг                   | Москва          |
| Яковлева, Светлана Николаевна | от 12.09.2016 г. № 136-нг                  | Санкт-Петербург |

## 2017
| ФИО                          | Дата, номер приказа Министерства спорта РФ | Субъект РФ      |
| ---------------------------- | ------------------------------------------ | --------------- |
| Целоусов, Алексей Васильевич | от 27.10.2017 г. № 141-нг                  | Санкт-Петербург |

## 2018
| ФИО                           | Дата, номер приказа Министерства спорта РФ | Субъект РФ      |
| ----------------------------- | ------------------------------------------ | --------------- |
| Свищев, Дмитрий Александрович | от 17.10.2018 г. № 146-нг                  | Санкт-Петербург |

## 2021
| ФИО                      | Дата, номер приказа Министерства спорта РФ | Субъект РФ         |
| ------------------------ | ------------------------------------------ | ------------------ |
| Грецкая, Анна Дмитриевна | от 11.03.2021 г. № 26-нг                   | Московская область |

## 2022
| ФИО                       | Дата, номер приказа Министерства спорта РФ | Субъект РФ         |
| ------------------------- | ------------------------------------------ | ------------------ |
| Беланов, Сергей Юрьевич   | от 15.09.2022 г. № 146-нг                  | Краснодарский край |
| Жиделев, Ефим Анатольевич | от 15.09.2022 г. № 146-нг                  | Краснодарский край |